# Nichtlineares Gameplay
Ein Videospiel mit nichtlinearem Gameplay stellt die Spieler vor Herausforderungen, die in einer teils selbstgewählten Reihe verschiedener Sequenzen abgeschlossen werden können. Jeder Spieler kann nur einige der möglichen Herausforderungen annehmen (oder muss sie sogar finden), und dieselben Herausforderungen können in verschiedener Reihenfolge gespielt werden. Umgekehrt konfrontiert ein Videospiel mit linearem Gameplay einen Spieler mit einer festen Abfolge von einzelnen Missionen: Jeder Spieler stellt sich jeder Herausforderung und muss sie in der gleichen Reihenfolge abschließen.
Ein nichtlineares Spiel wird eine größere Freiheit des Spielers ermöglichen als ein lineares Spiel. Zum Beispiel kann ein nichtlineares Spiel mehrere Sequenzen beinhalten, in denen es endet, eine Wahl zwischen Pfaden zum Sieg, verschiedenen Arten des Sieges oder optionalen Nebenquests und Nebenhandlungen. Einige Spiele enthalten sowohl lineare als auch nichtlineare Elemente, und einige Spiele bieten einen Sandbox-Modus, der es Spielern ermöglicht, eine Spielumgebung der offenen Spielwelt unabhängig von den Hauptzielen des Spiels zu erkunden, sofern überhaupt Ziele bereitgestellt werden.
Ein Spiel, das deutlich nichtlinear ist, wird manchmal als Open-End oder Sandbox bezeichnet und zeichnet sich dadurch aus, dass es den Spielern ermöglicht, den Fortschritt durch selbstbestimmte Ziele zu messen, unabhängig von geskripteten Spielelementen.

## Level-Design

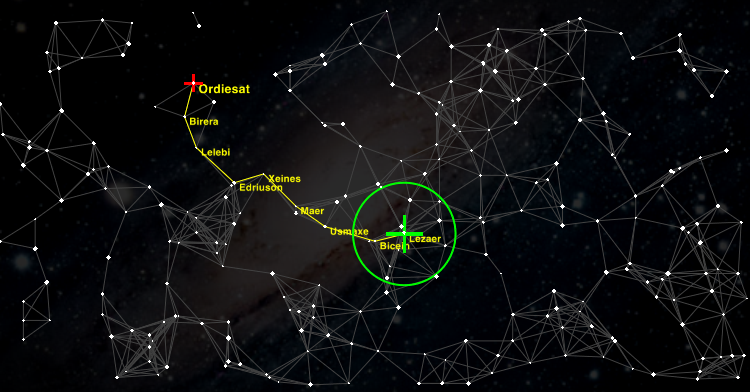
Galaktische Handelskarte des Weltraum- und Kampfsimulators Oolite

Ein Spiellevel oder eine Spielwelt kann linear oder nichtlinear sein. In einem linearen Spiel gibt es nur einen Pfad, den der Spieler durch das Level gehen muss, aber in Spielen mit nichtlinearem Gameplay müssen die Spieler möglicherweise Orte erneut besuchen oder aus mehreren Pfaden wählen, um ein Level zu beenden.
Wie bei anderen Spielelementen ist das lineare Leveldesign nicht absolut. Während ein nichtlineares Level die Freiheit zum Erkunden oder Zurückverfolgen geben kann, kann es eine Reihe von Herausforderungen geben, die ein Spieler lösen muss, um das Level abzuschließen. Wenn ein Spieler sich den Herausforderungen in einer festen Reihenfolge stellen muss, bieten nichtlineare Spiele oft mehrere Ansätze, um diese Ziele zu erreichen.
Ein lineareres Spiel erfordert, dass ein Spieler Levels in einer festen Reihenfolge beendet, um zu gewinnen. Die Möglichkeit, Level zu überspringen, zu wiederholen oder zwischen ihnen zu wählen, macht diese Art von Spiel weniger linear. Super Mario Bros. ist ein frühes Beispiel dafür, dass der Spieler Zugriff auf Warp-Zonen hatte, die viele Level des Spiels übersprangen.
In einigen Spielen können die Levels je nach Ziel der Stufe zwischen linearem Design und freier Entscheidung wechseln. Super Mario 64 ist ein Beispiel, bei dem die Hauptszenen zwar frei gestaltet waren, die Levels, in denen Bowser angetroffen wird, aber einem geraden Weg bis zum Ende folgen.

### Open-World- und Sandbox-Modi
Wenn ein Level ausreichend groß und offen ist, kann es als Open-World- oder Sandbox-Spiel bezeichnet werden, obwohl dieser Begriff oft falsch verwendet wird. Open-World-Spieldesigns gibt es in ihrer ersten Form seit den 1980er-Jahren, wie beispielsweise das Weltraumhandelsspiel Elite, und verwenden häufig prozedural generierte Umgebungen.
In einem Spiel mit einem Sandbox-Modus kann ein Spieler Spielziele deaktivieren oder ignorieren oder unbegrenzten Zugriff auf Gegenstände haben. Dies kann Möglichkeiten eröffnen, die vom Spieledesigner nicht vorgesehen waren. Ein Sandbox-Modus ist eine Option in ansonsten zielorientierten Spielen und unterscheidet sich von Open-End-Spielen, die keine Ziele haben, wie das bei SimCity und Garry’s Mod der Fall ist.

## Verzweigte Handlungsstränge
Spiele, die lineare Geschichten verwenden, sind solche, bei denen der Spieler die Handlung oder das Ende der Geschichte nicht ändern kann. Viele Videospiele verwenden eine lineare Struktur, wodurch sie anderen Fiktionen ähnlicher werden. Es ist jedoch üblich, dass solche Spiele interaktive Erzählungen verwenden, bei denen ein Spieler mit etwas interagieren muss, bevor die Handlung voranschreitet, oder nichtlineare Erzählungen, bei denen Ereignisse in einer nicht chronologischen Reihenfolge dargestellt werden. Viele Spiele unterstützen ein vorzeitiges Ende, falls der Spieler ein Ziel nicht erreichen sollte, aber dies sind normalerweise nur Unterbrechungen im Fortschritt eines Spielers und keine tatsächlichen Enden. Selbst in Spielen mit einer linearen Handlung interagieren die Spieler mit der Spielwelt, indem sie eine Vielzahl von Aktionen auf dem Weg ausführen.
In den 2010er Jahren haben einige Spiele begonnen, mehrere Endungen anzubieten, um die dramatische Wirkung moralischer Entscheidungen innerhalb des Spiels zu erhöhen, obwohl es auch frühere Beispiele gibt. Dennoch sind einige Spiele über kleine Auswahlmöglichkeiten oder spezielle Enden hinausgegangen und bieten eine verzweigte Handlung (auch als interaktive Erzählung außerhalb eines Videospielkontextes bekannt), die Spieler an kritischen Punkten im Spiel kontrollieren können. Manchmal hat der Spieler die Wahl, welchem Zweig der Handlung er folgen möchte, während der Pfad manchmal auf dem Erfolg oder Misserfolg des Spielers bei einer bestimmten Herausforderung basiert. Zum Beispiel bietet die Fallout-Serie von Black Isle Studios zahlreiche Quests, bei denen Spieleraktionen den Ausgang der Geschichte hinter den Zielen beeinflussen. Spieler können Charaktere im Spiel dauerhaft aus der virtuellen Welt entfernen, wenn sie dies wünschen, und dadurch möglicherweise die Anzahl und Art der Quests ändern, die ihnen im Laufe des Spiels zur Verfügung stehen. Die Auswirkungen solcher Entscheidungen sind möglicherweise nicht unmittelbar. Zweige der Geschichte können an verschiedenen Stellen im Spiel zusammengeführt oder getrennt werden, erlauben aber selten ein Zurückverfolgen. Einige Spiele erlauben sogar unterschiedliche Startpunkte, und eine Möglichkeit, dies zu tun, ist über einen Charakterauswahlbildschirm.
Obwohl in den 1990er Jahren mit mehreren Mechanismen des nichtlinearen Geschichtenerzählens experimentiert wurde, ist die Spieleindustrie weitgehend zur Praxis des linearen Geschichtenerzählens zurückgekehrt. Die Entwicklung linearer Handlungen kostet weniger Zeit und Geld, da es nur eine feste Abfolge von Ereignissen gibt und keine wichtigen Entscheidungen oder potenzielle Programmfehler im Auge behalten werden müssen. Zum Beispiel boten mehrere Spiele aus der Wing-Commander-Serie eine verzweigte Handlung, wurden aber schließlich als zu teuer aufgegeben. Nichtlineare Handlungen erhöhen die Wahrscheinlichkeit von technischen Problemen, wenn sie nicht richtig getestet werden, obwohl sie den Spielern mehr Freiheit bieten. Einige Spieler haben auch negativ auf verzweigte Erzählungen reagiert, weil es für sie schwierig und mühsam ist, den „vollen Wert“ aller Spielinhalte zu erfahren. Als Kompromiss zwischen linearen und verzweigten Geschichten gibt es auch Spiele, bei denen sich Handlungen in Zweige aufteilen und sich dann wieder auf eine einzige Handlung zurückführen. In diesen Geschichten verzweigt sich die Handlung erst, läuft dann aber auf ein unvermeidliches Ereignis zusammen, wodurch der Eindruck eines nichtlinearen Gameplays durch die Verwendung einer nichtlinearen Erzählung ohne Verwendung von interaktiven Erzählungen entsteht. Dies wird normalerweise in vielen Graphic-Adventure-Spielen verwendet.
Eine wirklich nichtlineare Geschichte würde vollständig durch die Aktionen des Spielers geschrieben und bleibt daher eine schwierige Designherausforderung. Daher gibt es in Videospielen mit einem wirklich nichtlinearen Gameplay oft wenig oder gar keine Geschichte. Façade, ein Videospiel, das oft als interaktives Drama kategorisiert wird, weist viele verzweigte Pfade auf, die durch die Texteingabe des Benutzers basierend auf der aktuellen Situation gesteuert werden, aber es gibt immer noch eine festgelegte Anzahl von Ergebnissen als Ergebnis der inhärenten Einschränkungen der Programmierung und ist als solches nichtlinear, aber nicht ausschließlich.

### Visual Novels
Verzweigte Handlungsstränge sind ein häufiger Trend in Visual Novels, einem Subgenre interaktiver Erzähl- und Adventure-Spiele. Visual Novels verwenden häufig mehrere verzweigte Handlungsstränge, um mehrere unterschiedliche Enden zu erreichen, was eine nichtlineare Entscheidungsfreiheit auf dem Weg ermöglicht. Entscheidungspunkte innerhalb einer Visual Novel bieten den Spielern oft die Möglichkeit, den Lauf der Ereignisse während des Spiels zu ändern, was zu vielen verschiedenen möglichen Ergebnissen führt. Visual Novels sind in Ostasien beliebt, insbesondere in Japan, wo sie fast 70 % der dort veröffentlichten PC-Spiele ausmachen. Ein Beispiel ist Nine Hours, Nine Persons, Nine Doors, wo fast jede Aktion und jeder Dialog zu völlig neuen, verzweigten Pfaden und Enden führen kann. Jeder Pfad enthüllt nur bestimmte Aspekte der gesamten Handlung, und erst nachdem alle möglichen unterschiedlichen Pfade und Ergebnisse durch mehrere Durchspiele aufgedeckt wurden, fügt sich alles zu einer zusammenhängenden, gut geschriebenen Geschichte zusammen.
Es ist nicht ungewöhnlich, dass Visual Novels Moralsysteme haben. Ein Beispiel ist School Days, eine animierte Visual Novel, die Kotaku als weit über die üblichen „Schwarz-Weiß-Wahlsysteme“ (bezogen auf Videospiele wie Mass Effect, Fallout 3 und BioShock) beschreibt, in dem Sie „wähle eine Seite und bleibe dabei“, während „der ausgedehnte Mittelbereich dazwischen unerforscht bleibt“. School Days ermutigt die Spieler stattdessen, den grauen, neutralen Mittelweg zu erkunden, um die interessanteren, „schlechten“ Enden zu sehen.
Es ist auch nicht ungewöhnlich, dass Visual Novels mehrere Protagonisten haben, die unterschiedliche Perspektiven auf die Geschichte geben. EVE Burst Error aus dem Jahr 1995 von C’s Ware führte eine einzigartige Wendung in das System ein, indem es dem Spieler ermöglichte, jederzeit während des Spiels zwischen beiden Protagonisten zu wechseln, anstatt das Szenario eines Protagonisten zu beenden, bevor er das andere spielt. EVE Burst Error erfordert oft, dass der Spieler beide Protagonisten an verschiedenen Punkten während des Spiels miteinander kooperieren lässt, wobei Entscheidungen in einem Szenario das andere beeinflussen. Fate/stay night ist ein weiteres Beispiel mit mehreren Perspektiven. Chunsoft-Novels wie Machi und 428: Fūsa Sareta Shibuya de entwickeln dieses Konzept weiter, indem sie es dem Spieler ermöglichen, zwischen den Perspektiven mehrerer oder mehrerer verschiedener Charaktere zu wechseln und Entscheidungen mit einem Charakter zu treffen, die Konsequenzen für andere Charaktere haben. Insbesondere 428 bietet bis zu 85 verschiedene mögliche Endungen.
Ein weiterer Ansatz für nichtlineares Gameplay ist in Cosmology of Kyoto zu sehen. Dem Spiel fehlt eine Gesamthandlung, aber es präsentiert stattdessen fragmentierte Erzählungen und Situationen auf nichtlineare Weise, da der Spielercharakter auf verschiedene Nicht-Spieler-Charaktere trifft, während er durch die Stadt wandert. Diese Erzählungen sind mit Querverweisen zu einer Enzyklopädie versehen, die Hintergrundinformationen liefert, während die Erzählungen fortschreiten und der Spieler auf verschiedene Charaktere und Orte trifft, wobei verschiedene Geschichten, Situationen und zugehörige Informationen an verschiedenen Orten erscheinen. Es bietet genügend Freiheit, damit der Spieler mit dem Spiel experimentieren kann, beispielsweise um es als Ressource für seine eigene Rollenspielkampagne zu verwenden.

### Rollenspiele
Verzweigte Handlungsstränge werden bis zu einem gewissen Grad auch häufig in Rollenspielen (RPGs) verwendet. Ein frühes Beispiel, das 1999 veröffentlicht wurde, ist das Fantasy-Rollenspiel Might and Magic VII: For Blood and Honor, bei dem Spieler zwischen Hell und Dunkel wählen müssen. Während die dunkle Seite die Welt von Enroth zerstören will, versucht die helle Seite, sie zu retten. Die Wahl bestimmt, welche Großmeisterstufen die Spielercharaktere erreichen können und welche Quests sie in diesem Teil des Spiels erledigen müssen. Bereits zu Beginn des Spiels muss sich der Spieler in einem Grenzkonflikt zwischen Elfen und Menschen für eine Seite entscheiden oder neutral bleiben. Dies betrifft die Flagge in ihrem Schloss Harmondale und einige Quests, aber nicht das Endergebnis.
Ein zweites Beispiel ist Fallout: New Vegas von Obsidian Entertainment, wo die Entscheidungen des Spielers beeinflussen, ob eine von drei verschiedenen Fraktionen die Kontrolle über das Gebiet um das postapokalyptische Las Vegas erlangt. Zu diesen Fraktionen gehören Caesars Legion, eine Gruppe römischer Sklavenhändler; die New California Republic (NCR), eine expansionistische Militärregierung; und Mr. House, der rätselhafte De-facto-Herrscher von New Vegas, der eine Roboterarmee befehligt, die die Stadt patrouilliert. Jede der drei Seiten zielt darauf ab, den Hoover-Staudamm zu kontrollieren, der noch in Betrieb ist und den amerikanischen Südwesten mit Strom und sauberem, nicht verstrahltem Wasser versorgt. Die Kontrolle über den Damm bedeutet also eine effektive Kontrolle der Region. Eine vierte Option, die sich auf die Seite eines Roboters namens Jasager stellt und die anderen Fraktionsführer besiegt oder eliminiert, ermöglicht es dem Spieler, alleine zu gehen und den Hoover-Staudamm für sich selbst zu übernehmen.
Ein weiteres RPG-Beispiel ist die Star-Ocean-Serie von Tri-Ace, in der die Handlung nicht wie in anderen Rollenspielen von moralischen Ausrichtungen beeinflusst wird, sondern, inspiriert von Dating Sims, von Freundschafts- und Beziehungspunkten zwischen den einzelnen Charakteren. Insbesondere Star Ocean: The Second Story bietet bis zu 86 verschiedene Enden mit Hunderten von Permutationen und setzt damit einen Maßstab für die Anzahl der möglichen Enden eines Videospiels. Eine weitere einzigartige Variante dieses Systems ist die Sakura-Taisen-Serie, die ein Echtzeit-Verzweigungsauswahlsystem bietet, bei dem der Spieler während eines Ereignisses oder einer Konversation innerhalb eines Zeitlimits eine Aktion oder einen Dialog auswählen muss oder innerhalb dieser Zeit überhaupt nicht reagiert. Die Wahl des Spielers oder deren Fehlen beeinflusst die Beziehung des Spielercharakters zu anderen Charakteren und wiederum die Richtung und das Ergebnis der Handlung. Spätere Spiele der Serie fügten mehrere Variationen hinzu, darunter eine Aktionsanzeige, die je nach Situation nach oben oder unten angehoben werden kann, und eine Anzeige, die der Spieler je nach Situation mit dem Analogstick manipulieren kann. Eine ähnliche Art von Konversationssystem erschien später in einem neueren Action-Rollenspiel, das ebenfalls von Sega veröffentlicht wurde, Alpha Protocol.
Eine weitere einzigartige Herangehensweise an das Konzept ist die Kombination von nichtlinearem, verzweigtem Geschichtenerzählen mit den Konzepten von Zeitreisen und Paralleluniversen. Zu den frühen Versuchen eines solchen Ansatzes gehörten Squaresofts Chrono-Rollenspielserie und YU-NO: A Girl Who Chants Love at the Bound of this World der ELF Corporation. Radiant Historia geht noch einen Schritt weiter, indem es den Spielern die Freiheit gibt, auf einer Zeitachse rückwärts und vorwärts zu reisen, um den Verlauf der Geschichte zu verändern, wobei jede ihrer Entscheidungen und Aktionen die Zeitachse erheblich beeinflusst. Der Spieler kann zu bestimmten Punkten in der Geschichte zurückkehren und bestimmte Ereignisse erneut durchleben, um andere Entscheidungen zu treffen und verschiedene mögliche Ergebnisse auf der Zeitachse zu sehen. Der Spieler kann auch zwischen zwei parallelen Zeitlinien hin und her reisen und viele mögliche parallele Enden erhalten. Die PSP-Version von Tactics Ogre verfügte über ein „Welt“-System, das es Spielern ermöglicht, wichtige Handlungspunkte erneut zu besuchen und verschiedene Entscheidungen zu treffen, um zu sehen, wie sich die Geschichte anders entwickelt. Final Fantasy XIII-2 verfügt auch über ein ähnliches nichtlineares Zeitreisesystem wie Radiant Historia.

## Frühe Vertreter
Frühe Beispiele (vor 1983) von nichtlinearem Gameplay:
| - Colossal Cave Adventure (1976) - Zork (1977/1 980) - MUD1 (1978) - Akalabeth (1979) | - Star Raiders (1979) - Superman (1979) - Temple of Apshai (1979) - Computer Bismarck (1980) | - FS1 Flight Simulator (1979/1980) - Mystery House (1980) - The Prisoner (1980) - Rogue (1980) | - Adventure (1980) - 005 (1981) - Bosconian (1981) - Castle Wolfenstein (1981) | - Crush, Crumble and Chomp! (1981) - Ultima (1981) - Star Warrior (1981) - Venture (1981) | - E.T. the Extra-Terrestrial (1982) - Haunted House (1982) - The Hobbit (1982) - Pitfall! (1982) - Raiders of the Lost | - Ark (1982) - Snipes (1982) - Time Pilot (1982) - Ultima II (1982) |